# Haining Open
Haining Open är en professionell inbjudningsturnering i snooker. Turneringen spelades första gången säsongen 2014/15 som en mindre rankingturnering inom ramen för det numera nedlagda Players Tour Championship. Från och med säsongen 2016/17 spelas den som en inbjudningsturnering.

## Vinnare
| År                      | Vinnare                 | Motståndare             | Resultat                | Säsong                  |
| Mindre rankingturnering | Mindre rankingturnering | Mindre rankingturnering | Mindre rankingturnering | Mindre rankingturnering |
| ----------------------- | ----------------------- | ----------------------- | ----------------------- | ----------------------- |
| 2014                    | Stuart Bingham          | Oliver Lines            | 4 – 0                   | 2014/15                 |
| 2015                    | Ding Junhui             | Ricky Walden            | 4 – 3                   | 2015/16                 |
| Inbjudningsturnering    |                         |                         |                         |                         |
| 2016                    | Matthew Selt            | Li Hang                 | 5 – 3                   | 2016/17                 |